# Comuna Prîvilne, Baștanka
Prîvilne (în ucraineană Привільне) este o comună în raionul Baștanka, regiunea Mîkolaiiv, Ucraina, formată din satele Novobirzulivka și Prîvilne (reședința).

## Demografie
Componența lingvistică a comunei Prîvilne
     Ucraineană (96,03%)
     Rusă (3,49%)
     Alte limbi (0,27%)
Conform recensământului din 2001, majoritatea populației comunei Prîvilne era vorbitoare de ucraineană (96,03%), existând în minoritate și vorbitori de rusă (3,49%).